# 日建スペースデザイン
株式会社日建スペースデザイン（にっけんスペースデザイン） は東京都文京区に本社を置く国内最大規模のインテリアデザインを中心とした専業デザイン事務所。日本最大の建築設計事務所である日建設計におけるインテリアセクションとして1953年から活動を開始し、1994年に分社・独立。
主に、日建設計が手がけた建築の内装、インテリアの設計を扱っており、日建設計グループの一翼としての協同業務が多い。
近年では外装や外部空間も手がけており、日建設計から独立した仕事も多く手がける。

## 沿革
- 1953年　日建設計のインテリアセクションとして活動を開始
- 1994年　内装・インテリアに関する業務・実績を一切継承して分社・独立

## 主な作品
- 東京ミッドタウン
- リッツカールトン東京
- 京都迎賓館
- 新都ホテル
- 京都ロイヤルホテル改修工事
- 大分オアシスタワーホテル
- セントレアホテル
- グランドアーク半蔵門
- 東日本旅客鉄道本社
- 京都リサーチパーク
- 奄美病院
- 秋田赤十字病院
- トヨタインスティテュートグローバルラーニングセンター

## 日建設計グループ
- 日建設計
- 日建設計総合研究所
- 日建設計シビル
- 北海道日建設計
- 日建ハウジングシステム
- 日建設計マネジメントソリューションズ
- 日建設計コンストラクションマネジメント
- 日建ソイルリサーチ